# Herbert von Bismarck

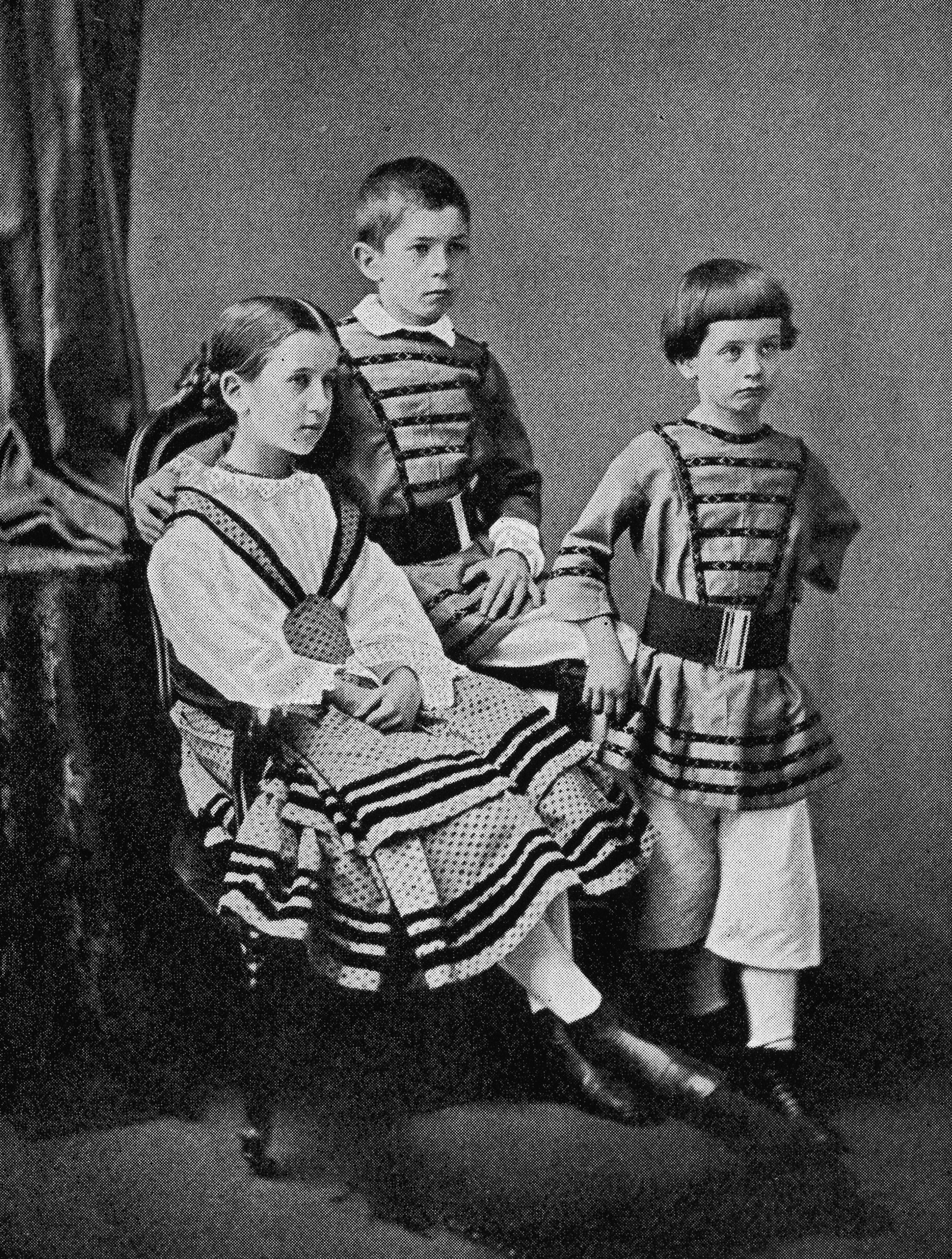
Dzieci Bismarcka; od lewej Maria, Herbert, Wilhelm (1855)

Herbert von Bismarck (ur. 28 grudnia 1849 w Berlinie, zm. 18 września 1904 we Friedrichsruh) – niemiecki polityk, minister spraw zagranicznych w latach 1886–1890. Jego polityczna kariera była ściśle związana z ojcem, Ottonem von Bismarckiem.

## Życiorys
Herbert von Bismarck urodził się w Berlinie jako najstarszy syn Ottona von Bismarcka i jego żony Johanny von Puttkamer. Miał starszą siostrę Marie (ur. 1847) i młodszego brata Wilhelma (ur. 1852). Herbert uczestniczył w wojnie francusko-pruskiej, a po jej zakończeniu dołączył w 1874 roku, na życzenie swojego ojca, do służby dyplomatycznej. W czasie sprawowania urzędu kanclerza przez ojca szybko osiągał coraz wyższe stanowiska. W 1885 roku został podsekretarzem i pełniącym obowiązki ministra spraw zagranicznych, a w następnym roku pełnoprawnym ministrem. Dodatkowo w 1888 roku został mianowany sekretarzem stanu Królestwa Prus. Opuścił stanowisko ministra kilka dni po rezygnacji ojca z urzędu (1890). W roku 1890 zrezygnował z pełnienia funkcji sekretarza stanu.
Herbert chciał w 1881 roku ożenić się z księżniczką Elisabeth von Carolath-Beuthen, lecz jego ojciec nie pozwolił na to małżeństwo, ponieważ była ona starsza od Herberta o dziesięć lat i była rozwódką. 21 czerwca 1892 roku w Wiedniu wziął ślub z hrabiną Marguerite Hoyos, która była wnuczką Roberta Whiteheada, wynalazcy torpedy. Mieli pięcioro dzieci:
- Hannah Leopoldine Alice von Bismarck-Schönhausen (1893–1971),
- Maria Goedela von Bismarck-Schönhausen (1896–1981),
- Otto Christian Archibald, Fürst von Bismarck (1897–1975),
- Gottfried Alexander Georg Herbert von Bismarck-Schönhausen (1901–1949),
- Albrecht Edzard Heinrich Karl von Bismarck-Schönhausen (1903–1970).

Był obecny przy śmierci swego ojca.

## Odznaczenia
Odznaczenia Herberta von Bismarcka to między innymi:
- Order Orła Czerwonego I klasy z liśćmi dębu
- Order Królewski Korony III klasy
- Wielki Komtur Orderu Hohenzollernów
- Krzyż Żelazny II klasy
- Krzyż Wielki Order Lwa Zeryngeńskiego (Badenia)
- Krzyż Wielki Orderu Zasługi Korony Bawarskiej (Bawaria)
- Krzyż Wielki Orderu Zasługi Świętego Michała (Bawaria)
- Krzyż Wielki Orderu Henryka Lwa (Brunszwik)
- Krzyż Wielki Orderu Zasługi Filipa Wspaniałomyślnego z mieczami (Hesja)
- Krzyż Wielki Orderu Domowego i Zasługi Księcia Piotra Fryderyka Ludwika (Oldenburg)
- Krzyż Wielki Orderu Alberta (Saksonia)
- Krzyż Wielki Orderu Ernestyńskiego (Saksonia)
- Order Zasługi Cywilnej I klasy (Waldeck)
- Krzyż Wielki Orderu Korony Wirtemberskiej (Wirtembergia)
- Krzyż Wielki Order Fryderyka (Wirtembergia)
- Wielka Wstęga Orderu Leopolda (Belgia)
- Order Podwójnego Smoka I klasy III stopnia (Chiny)
- Krzyż Wielki Orderu Danebroga z brylantami (Dania)
- Oficer Legii Honorowej (Francja)
- Krzyż Wielki Orderu Zbawiciela (Grecja)
- Wielka Wstęga Orderu Wschodzącego Słońca (Japonia)
- Kawaler Krzyża Wielkiego Orderu Świętych Maurycego i Łazarza (Włochy)
- Komandor Orderu Korony Włoch (Włochy)
- Kawaler Krzyża Wielkiego Orderu Lwa Niderlandzkiego (Niderlandy)
- Krzyż Wielki Orderu Leopolda z brylantami (Austro-Węgry)
- Komandor Orderu Franciszka Józefa z gwiazdą (Austro-Węgry)
- Order Portretu Władcy z brylantami (Persja)
- Order Lwa i Słońca I klasy z brylantami (Persja)
- Krzyż Wielki Orderu Niepokalanego Poczęcia Najświętszej Marii Panny z Vila Viçosa (Portugalia)
- Krzyż Wielki Orderu Gwiazdy Rumunii (Rumunia)
- Order Świętego Aleksandra Newskiego z brylantami (Imperium Rosyjskie)
- Order Świętej Anny II klasy z brylantami (Imperium Rosyjskie)
- Order Świętej Anny III klasy z mieczami (Imperium Rosyjskie)
- Komandor Krzyża Wielkiego Orderu Gwiazdy Polarnej (Król. Szwecji i Norwegii)
- Krzyż Wielki Orderu Karola III (Hiszpania)
- Order Osmana I klasy z brylantami (Imperium Osmańskie)
- Order Medżydów I klasy (Imperium Osmańskie)